# تام کمبل
توماس جان کمبل (انگلیسی: Thomas John Campbell؛ ‏تلفظ نام‌خانوادگی: ‎/ˈkæmbəl/‎؛ ‏ زادۀ ۱۴ اوت ۱۹۵۲)، دانشگاهی، آموزگار و سیاستمدار آمریکایی است. او استاد حقوق در مدرسه حقوق دیل ئی. فولر و استاد اقتصاد در مدرسه تجارت و اقتصاد جورج آرگیروس در دانشگاه چپمن در اورنج کالیفرنیا است.
او رئیس مدرسه حقوق دانشگاه چپمن از ۲۰۱۱–۲۰۱۶ میلادی، هدایتگر امور مالی برای ایالت کالیفرنیا از ۲۰۰۴ تا ۲۰۰۵، جمهوری‌خواه سابق پنج دوره‌ای عضو کنگره ایالات متحده از حوزه انتخابیه ۱۲م و ۱۵م کالیفرنیا، عضو سابق سنای ایالتی کالیفرنیا، استاد سابق دانشکده حقوق استنفورد، رئیس سابق مدرسه کسب‌وکار هاس و استاد سابق مدیریت اجرایی کسب‌وکار در دانشگاه کالیفرنیا در برکلی است.
او در ۲۰۰۰ میلادی از کرسی خانه نمایندگان برای شرکت در سنای ایالات متحده بازنشسته شد، اما به‌طور قاطع از داین فاینستاین که آن زمان بر سر کار بود شکست خورد. او در ۸ ژوئن ۲۰۱۰ میلادی در سومین تلاش برای سنای ایالات متحده شکست خورده و مجدد برای کرسی باربارا باکسر دموکرات کمپین زد، اما نامزدی جمهوری‌خواهان را از کارلی فیورینا باخت.
کمبل عضوی از انجمن حزبی اصلاحگران «issue one» است.
تا بدین تاریخ، او آخرین جمهوری‌خواهی است که به عنوان نماینده حوزه انتخابیه دوازدهم کنگره خدمت نموده‌است.

## اوان زندگی
کمبل که در شیکاگو متولد شده بود، دانشجوی ممتاز کلاس کالج مقدماتی سنت ایگناتیوس در ۱۹۶۹ بود. او به تحصیلات خود ادامه داد و مدارک B.A. و M.A. را از دانشگاه شیکاگو (۱۹۷۳)، یک J.D. از مدرسه حقوق هاروارد (۱۹۷۶) و سپس Ph.D در اقتصاد از دانشگاه شیکاگو (۱۹۸۰) را دریافت نمود. او به عنوان دبیر قاضی دادگاه عالی، بارون وایت از ۱۹۷۷ تا ۱۹۷۸ میلادی خدمت کرده و سال قبل آن نیز دبیر قاضی دادگاه استیناف جورج ئی. مک‌کینون بود. مربی او میلتون فریدمن بود. پدر تام کمبل در خانواده دموکرات بزرگ شد، او در ۱۹۸۰ به حزب جمهوری‌خواه پیوست.
کمبل در کانون وکلای ۱۹۷۶ میلادی پذیرفته شد و در شیکاگو وارد فعالیت‌های خصوصی شد. او همکار کاخ سفید در دفاتر رئیس دفتر و شورا (۱۹۸۰–۱۹۸۱) بود. سپس او در اداره ریگان به عنوان هدایتگر کمیته رقابت کمیسیون تجاری فدرال از ۱۹۸۱–۱۹۸۳ فعال بود و جوانترین شخصی که تا آن زمان در آن سمت خدمت کرده بود.

## حرفه کنگره و سنای ایالتی
کمبل برای نامزدی جمهوری‌خواه در حوزه انتخابیه ۱۲م کالیفرنیا شرکت کرد که شامل خانه او در کمبل و کمپ دانشگاه استنفورد می‌شد. حوزه انتخابیه ۱۲م به‌طور سنتی جزو استحکامات میانه‌روی جمهوری‌خواهی بود، اما طی سال‌ها روابط دوستانه‌اش با دموکرات‌ها افزایش یافته بود. کمبل متصدی دوره اول گزینه اولیه جمهوری‌خواهان، ارنی کانیو را شکست داده و به فاصله کمی معارض دموکرات خود، ناظر شهرستان سن مائتو، آنا اشو را شکست داد. او دو دوره قبل از تلاش ناموفق برای نامزدی کرسی جمهوری‌خواه سنا که توسط آلن کرانستون خالی شده بود، خدمت کرده بود. او گزینه اولیه جمهوری‌خواهان را از یک جمهوری‌خواه که به میزان قابل توجهی محافظه‌کارتر بود، یعنی بروس هرشنسون باخته بود. خود بروس هرشنسون از عضو زن دموکرات کنگره، باربارا باکسر باخته بود. حرفه سیاسی در هر صورت در معرض خطر بود. حوزه او به عنوان حوزه ۱۴م شماره گذاری مجدد شده بود و به میزان قابل توجهی دموکرات تر از سلفش بود. اشو کرسی را برد و هنوز هم آن را در اختیار دارد؛ هیچ جمهوری‌خواهی که در این حوزه شرکت می‌کرد (اکنون به حوزه ۱۸م شماره گذاری شده)، پس از ترک سمت از سوی کمبل، با درصدی بیش از ۳۹ درصد پیروز نشده.
سناتور ایالت کالیفرنیا در ۱۹۹۳، بکی مورگان، در میان‌دوره کنار کشید و کمبل انتخابات مخصوص میان‌دوره ای را پیروز شد. حوزه سنای ایالتی به میزان قابل توجهی با حوزه کنگره‌ای سابق او همپوشانی داشت. در سنای ایالتی کالیفرنیا، کمبل رئیس کمیته مسکن و نایب رئیس کمیته آموزش بود و در کمیته بودجه خدمت کرد. ژورنال کالیفرنیا او را به عنوان بهترین حلال مسائل در سنای ایالتی رتبه‌بندی کرد و او را اخلاقی‌ترین سناتور ایالتی و بهترین سناتور ایالتی همه دوران‌ها توصیف نمود.